# Ramya Barna
Ramya Barna (Distrito de Kodagu, 4 de agosto de 1986) é uma atriz índia que tem figurado principalmente em filmes em idioma canarés. Debutó como protagonista em 2008 do longa metragem Neenyare e depois apareceu em vários filmes de sucesso comercial, além de registar aparecimentos em filmes em tamil e télugu.

## Biografia
Barna nasceu no distrito de Kodagu na Índia. Fez seus estudos em Bangalore e em Bombay e finalizou sua licenciatura em Viagens e Turismo no Jyoti Nivas College de Bangalore. Inicialmente desempenhou-se na capital da Índia durante um ano como executiva de serviço ao cliente. Em 2010 iniciou estudos administração de empresas na Universidade Sikkim Manipal enquanto dava seus primeiros passos na indústria do entretenimento.
Inicialmente não tinha pensado se converter em atriz profissional, pelo que recusou uma oferta de um produtor, mas seus amigos lhe fizeram questão de que entrasse na indústria e aceitou um papel de partilha no filme de 2008 Hani Hani.

## Carreira
A carreira de Ramya como atriz começou quando ainda se encontrava cursando estudos universitários. Debutó como artista de partilha no 2008 com Hani Hani e nesse mesmo ano protagonizou junto a Suraj Lokre o largometraje Neenyare, dirigido por Sindesh. Ainda que o filme não teve nenhum impacto de bilheteira, Ramya foi reconhecida e depois sua carreira descolou quando foi eleita para aparecer nos longa metragens Pancharangi de Yogaraj Bhat e Hudugru de K. Madesh. Por seu desempenho em ambos papéis obteve uma nomeação ao Prêmio Filmfare na categoria de melhor atriz de partilha num filme em idioma canarés. Também se aventurou na indústria tamil e télugu, atuando em Mathiya Chennai e Kshudra respectivamente.
Barna atuou em Nannedeya Haadu, filme na que interpretou o papel de uma professora de música e em Nee Bandhu Ninthaaga, na que deveu interpretar uma canção. Seu filme Oriyardori Asal de 2011 converteu-se num sucesso de bilheteira e recebeu elogios da crítica especializada. Nesse mesmo ano conseguiu um papel de cameo na exitosa comédia romântica em canarés Paramathma, ao lado de Puneeth Rajkumar. Em 2013 registou um aparecimento no filme Bulbul, no que compartilhou o papel principal com Darshan e Rachita Ram. A partir desse momento tem figurado em produções em canarim como Notorious, Doodhsagar e Madime de 2015, Sri Sathyanarayana de 2016 e Toss de 2017. Em 2018 decidiu incursionar na política, vinculando ao Congresso Nacional Índio.

## Filmografia
| Ano  | Filme              | Papel    | Idioma  | Notas                                                       |
| ---- | ------------------ | -------- | ------- | ----------------------------------------------------------- |
| 2008 | Hani Hani          |          | Canarés |                                                             |
| 2008 | Neenyare           | Megha    | Canarés |                                                             |
| 2008 | Kshudra            |          | Télugu  |                                                             |
| 2009 | Nannedeya Haadu    | Pallavi  | Canarés |                                                             |
| 2009 | Mathiya Chennai    |          | Tamil   |                                                             |
| 2010 | Nee Bandu Nintaaga |          | Canarés |                                                             |
| 2010 | Pancharangi        | Latha    | Canarés | Nominada a um Prêmio Filmfare por melhor actriz de partilha |
| 2011 | Hudugaru           | Sushma   | Canarés | Nominada a um Prêmio Filmfare por melhor actriz de partilha |
| 2011 | Panchamrutha       | Navya    | Canarés |                                                             |
| 2011 | Lifeu Ishtene      |          | Canarés |                                                             |
| 2011 | Paramathma         | Pavithra | Canarés |                                                             |
| 2011 | Oriyardori Asal    | Priya    | Tulu    | Nominada a um Prêmio Rede FM por melhor actriz              |
| 2011 | Mallikarjuna       | Nandini  | Canarés |                                                             |
| 2013 | Bulbul             | Nisha    | Canarés |                                                             |
| 2015 | Notorious          |          | Canarés |                                                             |
| 2015 | Adrushta           |          | Canarés |                                                             |
| 2015 | Doodhsagar         |          | Canarés | Aparecimento especial                                       |
| 2015 | Madime             |          | Tulu    |                                                             |
| 2016 | Sri Sathyanarayana |          | Canarés |                                                             |
| 2017 | Anveshi            |          | Canarés |                                                             |
| 2017 | Toss               |          | Canarés |                                                             |
| 2017 | Premaya Namah      |          | Canarés |                                                             |